# 稲荷神社 (小平市上水本町)
稲荷神社（いなりじんじゃ）は、東京都小平市の神社。

## 歴史
創建年代は不明である。ただ鈴木稲荷神社とともに鈴木新田の鎮守とされてきたことから、江戸時代中期には既に存在していたものと推測される。
1873年（明治6年）、近代社格制度に基づく「村社」に列せられたが、1908年（明治41年）の神社合祀により、鈴木稲荷神社に合祀されてしまった。
戦後になり、廃校となった陸軍経理学校の校内神社「若松神社」の社殿を譲り受け、1952年（昭和27年）に復祀された。

## 境内社
- 須賀神社

## 交通アクセス
- 鷹の台駅より徒歩12分。